# Loi-cadre
Pour les articles homonymes, voir Cadre.
En droit français, une loi-cadre (ou loi d'orientation) est une loi, au contenu très général, définissant les grands principes ou orientations d'une réforme ou d'une politique dont les domaines d'application sont définis par des décrets et des textes d'application. Elle habilite le Gouvernement à statuer par décret dans un domaine réservé en principe à la loi.
Elle décrit un programme et en fixe les objectifs et les engagements. 
La réalisation du programme défini par une loi-cadre est confiée au pouvoir exécutif qui est chargé de le mettre en œuvre par le biais de la réglementation.
La loi-cadre peut être du domaine national ou international. En droit de l'Union européenne, la loi-cadre s'apparente à la directive.
Un exemple est la loi-cadre Defferre en 1956.

## Sources externes
- Notices dans des dictionnaires ou encyclopédies généralistes :   - Nationalencyklopedin
  - Store norske leksikon
- Notices d'autorité :   - GND